# Mosstorp

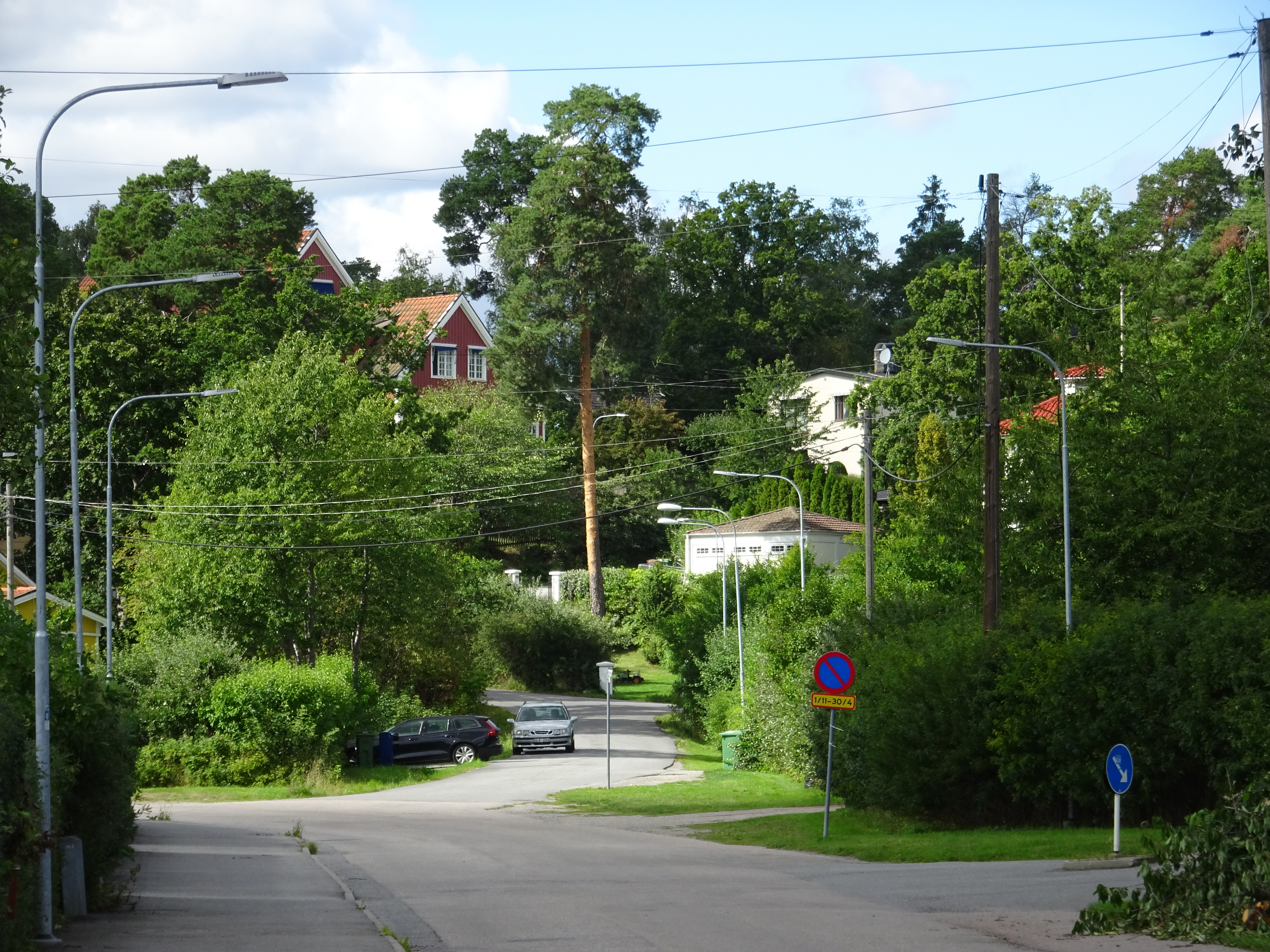
Mosstorpsvägen västerut, 2021.

Mosstorp är en stadsdel i Lidingö kommun, Stockholms län. Mosstorp gränsar till Hersby och Gångsätra och är en liten villastad.

## Historia

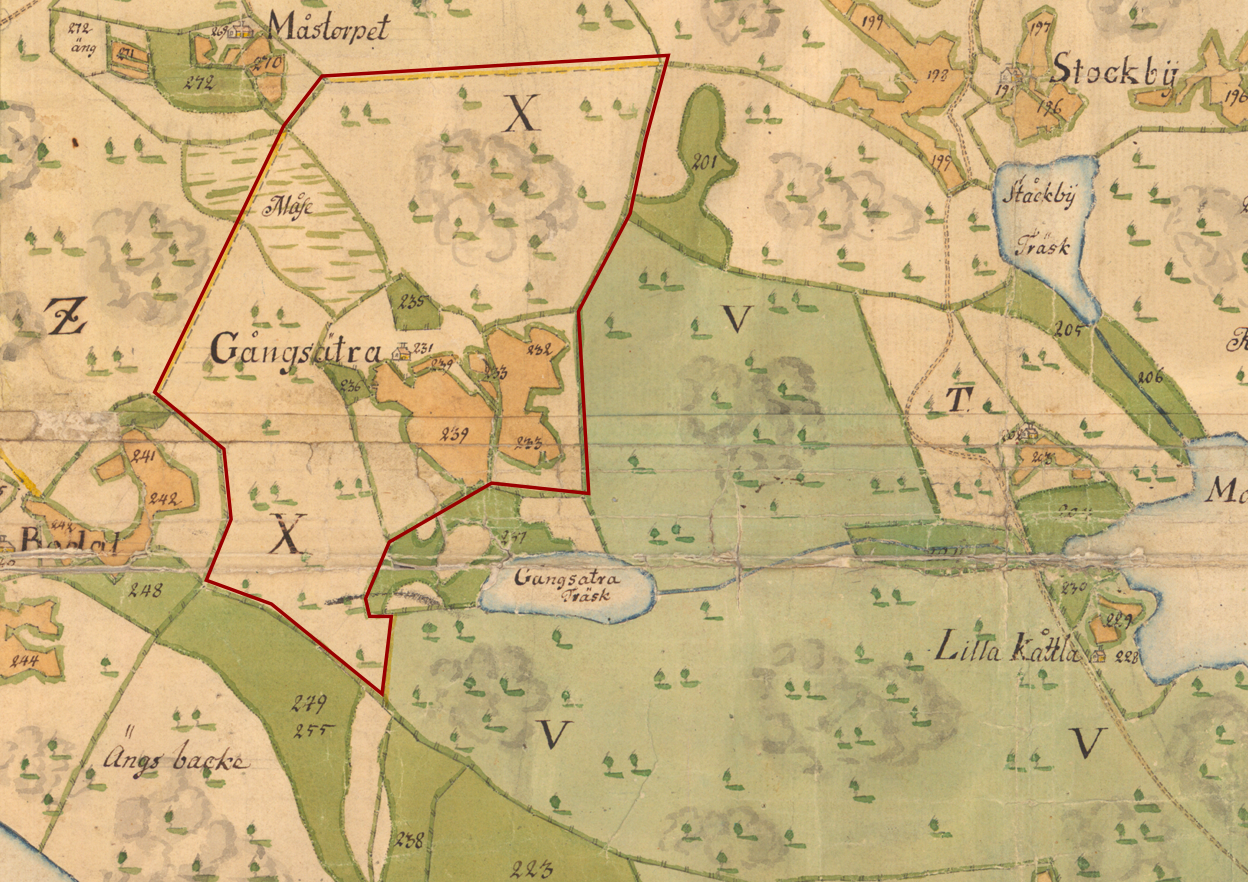
Ursprungliga Mosstorpet (på kartan stavat som "Måstorpet"), nordväst om Gångsätra gård, karta från 1774.

Namnet Mosstorp (ursprungligt stavat som "Måstorp") har sitt ursprung i den stora mosse (ursprungligt stavat som "Måse") som bredde ut sig söder om torpet och som finns markerad på en karta över Lidingö upprättad 1774 efter att laga skogsdelning mellan Lidingös frälsehemman hade genomförts. 
Mosstorpet låg intill Mossbergets västra sluttning strax till höger om nuvarande vägkorsning Riddarvägen / Läroverksvägen, ungefär där Frimurarhemmet nu finns. Mossen utbredde sig söder därom med halva mossen tillhörande Gångsätra gård. Mosstorpet med tillhörande åkerareal kom vid skogsdelningen 1774 att tillhöra Hersby gårds markområde.

## Dagens Mosstorp

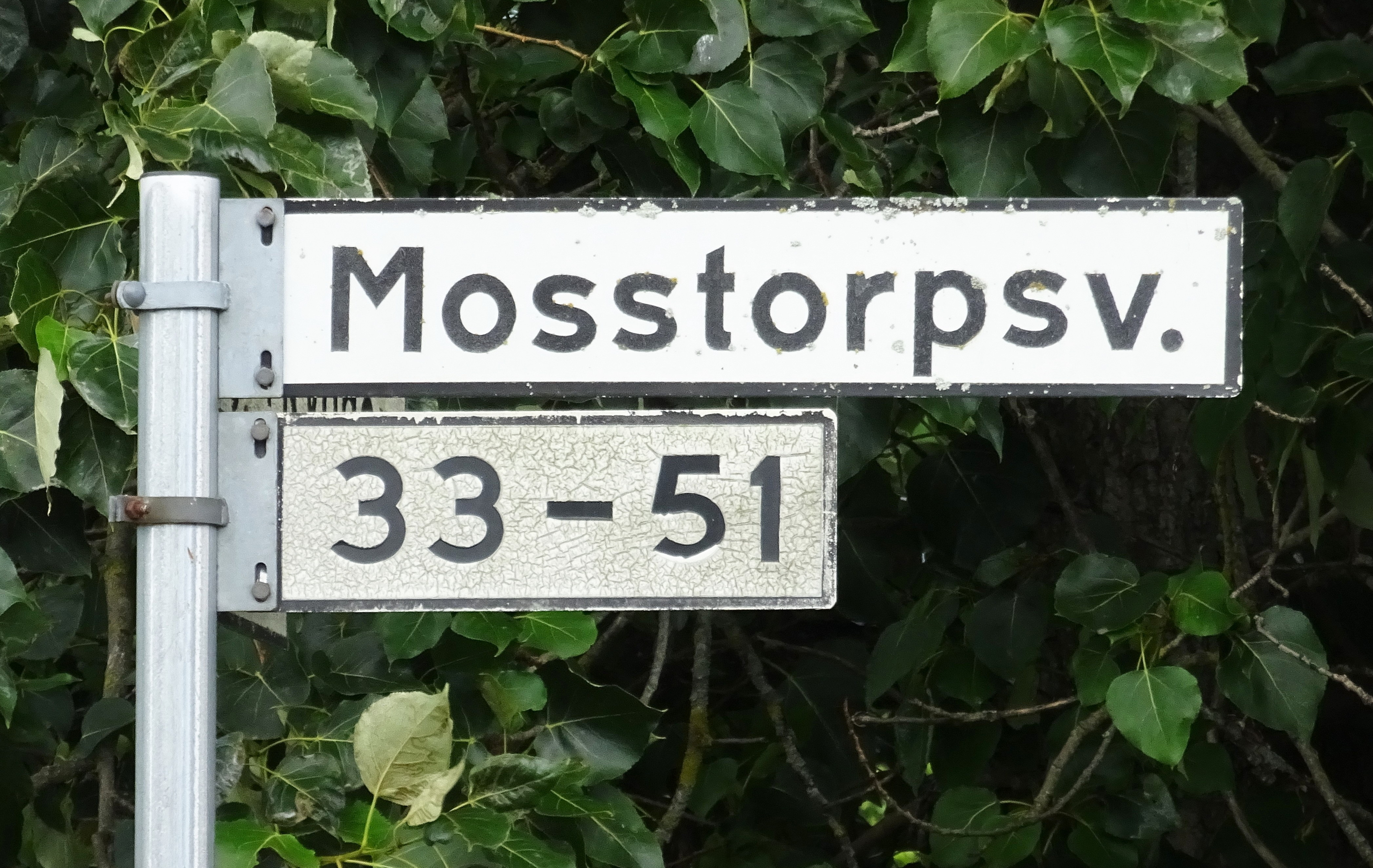
Mosstorpsvägen.

Mosstorp är ett utpräglat villasamhälle som började stadsplaneras redan 1907 av Per Olof Hallman på uppdrag av den då nybildade Lidingö villastad. Nu gällande stadsplan för norra delen av Mosstorp fastställdes 1913. På 1940-talet tillkom ytterligare stadsplaner för områdets södra delar.
Huvudvägen genom Mosstorp är Mosstorpsvägen. Lite längre västerut finns ett berg med sin högsta höjd 53 meter över havet. Här ligger kvarteret Högvattnet med Hersby vattentorn, ritat 1949 av Vattenbyggnadsbyrån (VBB) på uppdrag av AB Armerad Betong. Vägen upp hette då Högbergsstigen (nuvarande Vattentornsvägen). Redan 1911 fanns här en vattenreservoar med utsiktstorn som hörde till Lidingö villastad.